# Rindra Hasimbelo Rabarinirinarison
Dans le nom malgache Rabarinirinarison Rindra Hasimbelo, le nom de famille précède le prénom, mais cet article utilise l’ordre habituel en français Rindra Hasimbelo Rabarinirinarison, où le prénom précède le nom.
Rindra Hasimbelo Rabarinirinarison est une juriste et femme politique malgache. Elle est ministre de l'Économie et des Finances de Madagascar depuis 2021 sous la présidence d'Andry Rajoelina.

## Biographie

### Études
Rindra Hasimbelo Rabarinirinarison décroche un DEA en droit public et sciences politiques décerné par l'université de La Réunion et l'université catholique de Madagascar (double diplôme). Elle étudie ensuite au sein de l'École nationale de la magistrature et des greffes, où elle obtient son diplôme d'« aptitude aux fonctions de magistrat » en 2005. 
En 2015, elle est sélectionnée par le gouvernement américain pour intégrer le programme YALI Mandela Washington Fellowship, permettant à des jeunes leaders africains d'étudier dans une université américaine,. Elle part donc étudier aux États-Unis, où elle décroche un diplôme en management public de l'université d'État de Géorgie, ainsi qu'un diplôme en marchés publics internationaux de l'International Law Institute (en) au sein de l'université de Georgetown.

### Carrière professionnelle
Rindra Hasimbelo Rabarinirinarison fait une grande partie de sa carrière au sein du Ministère malgache des Finances, où elle travaille pendant 12 ans et dont elle finit par devenir la secrétaire générale en février 2020,.
Elle occupe également la fonction de présidente de la Commission nationale des marchés, puis siège au sein du conseil d'administration de la Banque mondiale avant d'en devenir la gouverneure suppléante en 2020,.

### Carrière politique
Rindra Hasimbelo Rabarinirinarison est nommée ministre de l'Économie et des Finances de Madagascar lors du remaniement du 15 août 2021, dans le troisième gouvernement de Christian Ntsay, sous la présidence d'Andry Rajoelina. Elle succède ainsi à Richard Randriamandrato lors d'une passation se déroulant le 16 août, où elle promet d'assainir les finances publiques en visant particulièrement les salaires des fonctionnaires et les pensions de retraite,. Elle arrive alors dans un contexte encore marqué par les effets de la crise sanitaire du Covid.
Elle est reconduite à ses fonctions dans le quatrième gouvernement Ntsay lors du remaniement de janvier 2024, puis dans le cinquième en août 2024.
Fin 2024, devant le constat que Madagascar est particulièrement vulnérable face aux catastrophes climatiques qui se multiplient et coûtent 4,2 % du PIB par an au pays, le gouvernement annonce faire de la résilience climatique sa priorité. Rindra Hasimbelo Rabarinirinarison propose alors de lancer une « obligation bleue » pour financer cette nouvelle politique.
En 2025, elle alerte sur l'impact important de la suppression par l'administration Trump de l'USAID à Madagascar, où plus d'une centaine de programmes dans les domaines de la santé et de l'éducation sont directement menacés,.

## Distinctions
- 2023 : « Ministre africain de l’année », prix décerné par l'African Leadership Magazine lors des African Business Leadership Awards (ABLA 2023)[14]